# Dorota Zienkiewicz
Dorota Teresa Zienkiewicz (ur. 11 maja 1966 w Tychach) – polska prawnik, sędzia, doktor habilitowany nauk prawnych, nauczyciel akademicki Uniwersytetu Śląskiego, specjalistka w zakresie kryminalistyki.

## Życiorys
W 1992 ukończyła studia prawnicze na Wydziale Prawa i Administracji Uniwersytetu Śląskiego, gdzie w 2000 na podstawie napisanej pod kierunkiem Tadeusza Widły rozprawy pt. Sfragistyka kryminalistyczna. Fałszerstwa pieczęci, pieczątek, stempli otrzymała na Wydziale Prawa i Administracji Uniwersytetu Śląskiego stopień naukowy doktora nauk prawnych w zakresie prawa, specjalność: kryminalistyka. Tam też w 2014 na podstawie pracy Kryminalistyczne dowody w postępowaniu karnym uzyskała stopień doktora habilitowanego nauk prawnych w zakresie prawa. Zarówno praca doktorska, jak i habilitacyjna zostały uznane za wyróżniające. Została sędzią sądu rejonowego, a następnie sądu okręgowego.
Została adiunktem Uniwersytetu Śląskiego zatrudnionym w Katedrze Kryminalistyki Wydziału Prawa i Administracji.